# یواس‌اس کایت (ای‌ام‌اس-۲۲)
یواس‌اس کایت (ای‌ام‌اس-۲۲) (به انگلیسی: USS Kite (AMS-22)) یک کشتی بود که طول آن ۱۳۶ فوت (۴۱ متر) بود. این کشتی در سال ۱۹۴۴ ساخته شد.